# Xiejiaping (sockenhuvudort i Kina, Hubei Sheng, lat 30,04, long 111,37)
Xiejiaping är en sockenhuvudort i Kina. Den ligger i provinsen Hubei, i den centrala delen av landet, omkring 290 kilometer väster om provinshuvudstaden Wuhan. Antalet invånare är 12 993. Befolkningen består av 6 192 kvinnor och 6 801 män. Barn under 15 år utgör 15,0 %, vuxna 15-64 år 72 %, och äldre över 65 år 12,0 %.
Runt Xiejiaping är det tätbefolkat, med 356 invånare per kvadratkilometer. Närmaste större samhälle är Liujiachang, 10,3 km öster om Xiejiaping. I omgivningarna runt Xiejiaping växer huvudsakligen savannskog.
Genomsnittlig årsnederbörd är 1 697 millimeter. Den regnigaste månaden är september, med i genomsnitt 263 mm nederbörd, och den torraste är december, med 19 mm nederbörd.